# Polystichum oppositum
Polystichum oppositum är en träjonväxtart som beskrevs av Edwin Bingham Copeland. Polystichum oppositum ingår i släktet Polystichum och familjen Dryopteridaceae. Inga underarter finns listade.